# Maria Josefa da Áustria (1751–1767)
Maria Josefa Gabriela Joana Antônia Ana (em alemão: Maria Josepha Gabriella Johanna Antonia Anna von Österreich; Viena, 19 de março de 1751 – Viena, 15 de outubro de 1767) foi uma filha dos imperadores Francisco I e Maria Teresa da Áustria. Morreu de varíola aos dezesseis anos, no mesmo dia em que deveria ter deixado a Áustria para a Itália onde se casaria com o rei Fernando IV de Nápoles.

## Biografia

### Primeiros anos

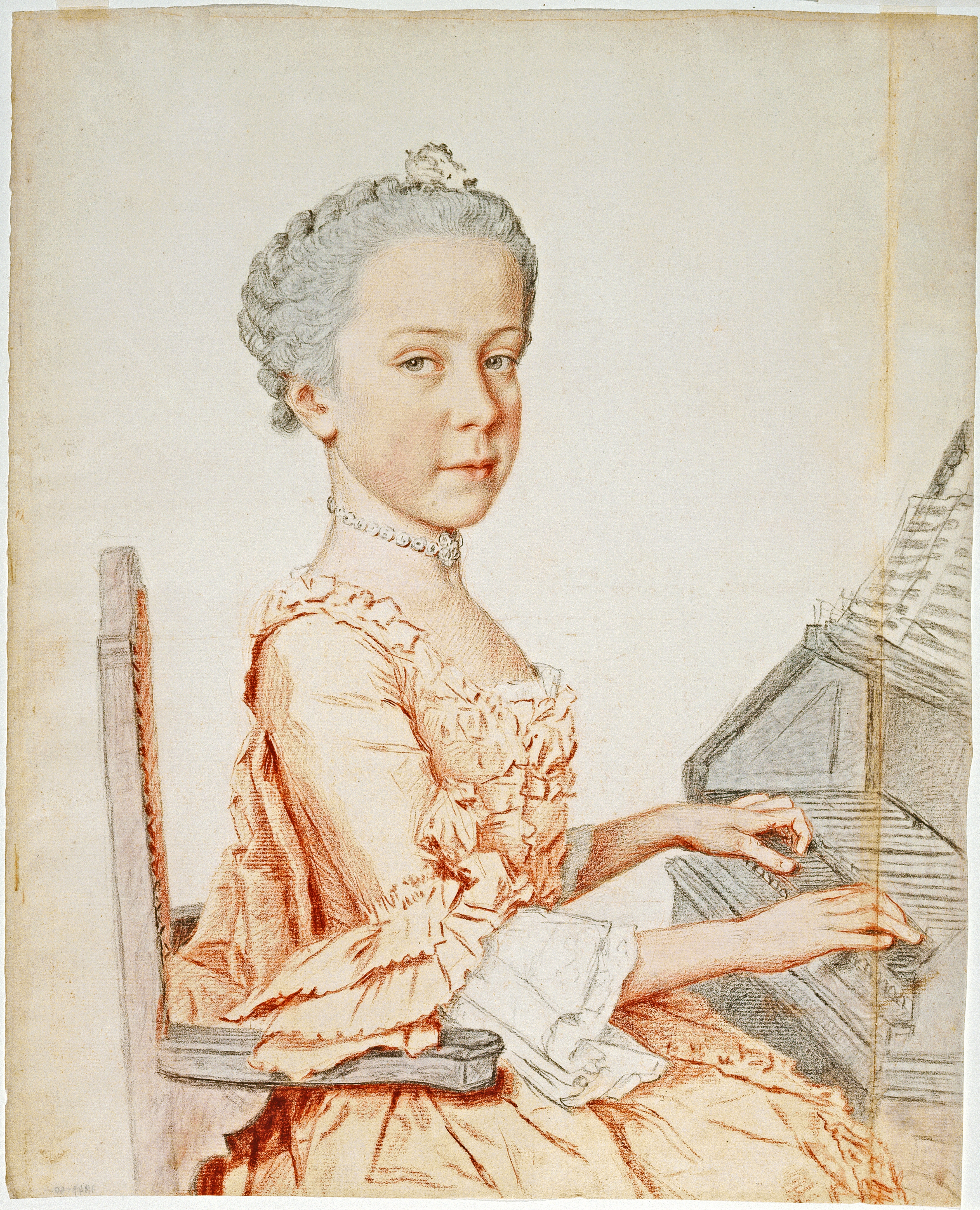
Arquiduquesa Maria Josefa
Jean-Étienne Liotard, 1762, Museu de Arte e História de Genebra

Nascida em 19 de março de 1751, no Palácio Imperial de Hofburg em Viena, Maria Josefa era a décima segunda filha, nona menina, do imperador Francisco I do Sacro Império Romano-Germânico e da imperatriz Maria Teresa da Áustria. Por nascimento, ela era uma arquiduquesa da Áustria, princesa da Hungria, Croácia, Boémia, Lorena e Toscana e detinha o direito ao estilo de tratamento de "Sua Alteza Imperial e Real".
Ao lado de seus outros irmãos, Maria Josefa vivia no Palácio de Hofburg durante o inverno. Durante o verão, sua família residia tanto no Palácio de Schönbrunn quanto no complexo de castelos de Laxenburg. Sua educação geral ficou sob os cuidados de sua governanta, a Condessa Lerchenfeld, que também era responsável pela irmã de Maria Josefa, a arquiduquesa Maria Joana Gabriela, com quem Maria Josefa mantinha um relacionamento muito próximo. Maria Josefa também era a irmã favorita de seu irmão, o arquiduque José.

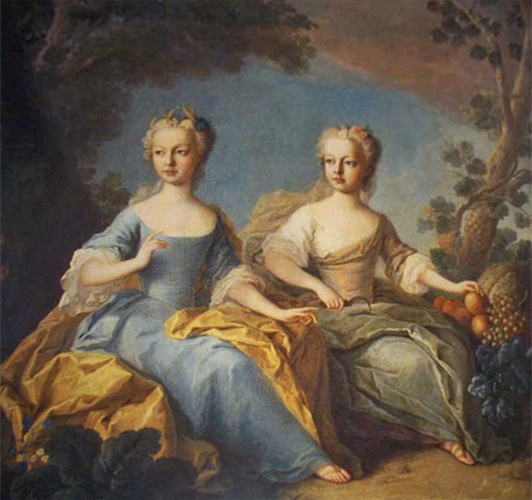
Maria Josefa (direita) e Maria Joana (esquerda) em 1759

Maria Joana nasceu apenas um ano antes de Maria Josefa, em fevereiro de 1750. As duas irmãs foram criadas e educadas juntas, e tiveram os mesmos tutores. Ambas “desenvolveram-se satisfatoriamente, dedicaram-se arduamente nas aulas e estiveram envolvidas em inúmeras festividades das quais participaram com entusiasmo”.
Maria Josefa e seus irmãos aprenderam história, geografia, teologia, agrimensura e matemática, com "uma ou duas horas dedicadas ao estudo de mapas e à leitura de histórias". Eles aprenderam os idiomas inglês, alemão, francês, italiano, latim, espanhol e grego.
Após a morte de sua cunhada, Isabel de Parma, Maria Josefa tornou-se a mulher mais importante da corte após sua mãe, sua sobrinha Maria Teresa e sua irmã Maria Amália.

### Noivado

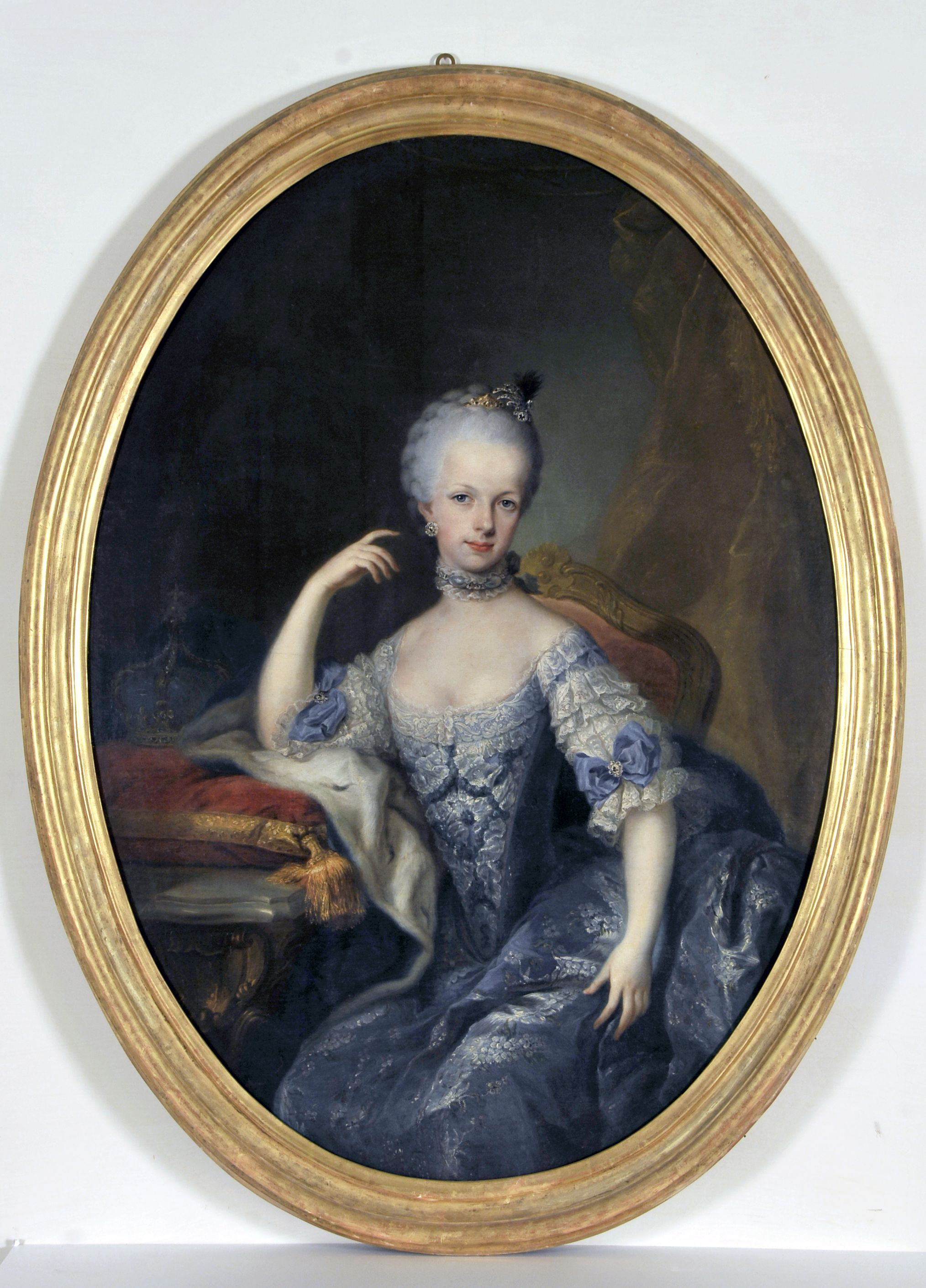
Arquiduquesa Maria Josefa em 1767

A imperatriz Maria Teresa desejava que a sua quarta filha mais velha sobrevivente, a arquiduquesa Maria Amália, se casasse com o rei Fernando IV de Nápoles por razões políticas. No entanto, depois que o pai de Fernando, o rei Carlos III da Espanha, se opôs ao elace devido à diferença de idade entre ambos (Maria Amália era cindo anos mais velha que Fernando), Maria Josefa foi escolhida para desposar o rei de Nápoles. Ela e Fernando tinham a mesma idade, e Maria Josefa era considerada "deliciosamente bonita e flexível por natureza".
Assim, Maria Josefa começou um treinamento para seu futuro papel como rainha consorte de Nápoles. A Condessa Lerchenfeld foi escolhida para a instruir sobre seu "sacrifício político". Maria Teresa escreveu à condessa sobre a educação de Maria Josefa:
| «Isso dará certeza aos seus esforços para incutir em minha filha as virtudes e os hábitos que serão essenciais para ela, se quiser encontrar a felicidade na corte de Nápoles, ou pelo menos escapar da perdição. Acima de tudo, procure despertar nela um espírito de devoção. Ela deu poucas evidências disso até agora. Mostre-lhe que, neste mundo, a oração é a principal fonte de força e consolação. Ela não deveria ter vergonha de ser vista orando. Ela tende a ser obstinada, o que é indesejável.» |

Maria Teresa continuou sobre a personalidade da filha:
| «Ela também é extremamente reservada. Com moderação, isto pode ocasionar dano algum em Nápoles, mas ao mesmo tempo ela deve aprender a ser animada e conciliadora, e capaz de depender de si mesma para se divertir. Na falta de tarefas mais urgentes, ela deveria recorrer à leitura, à pintura e à música. A ociosidade é o veneno da vida. |

### Morte
Maria Josefa tinha pavor de morrer de varíola desde a morte de sua irmã mais velha, a arquiduquesa Maria Joana, em 1762. Seus temores se concretizaram quando ela mesma morreu de varíola, no mesmo dia em que deveria deixar Viena para sua jornada através dos Alpes para casar com Fernando. Na altura a população acreditava que ela tinha apanhado a doença porque a sua mãe, Maria Teresa, tinha insistido para que a sua filha fosse rezar junto do túmulo mal fechado da sua cunhada, Maria Josefa da Baviera, que tinha recentemente morrido da mesma doença. Contudo, uma vez que os sintomas começaram a aparecer apenas dois dias depois da visita e, normalmente, a doença demora uma semana para se manifestar, é improvável que tenha sido esta a razão.
No dia 15 de outubro de 1767, aos dezesseis anos, Maria Josefa, agarrada ao irmão José, faleceu em decorrência da doença. Ela foi enterrada no cofre nº 46 da Cripta Imperial de Viena. Após sua morte, sua irmã mais nova, a arquiduquesa Maria Carolina, foi enviada para casar com o rei de Nápoles em seu lugar.
Sua morte parece ter impactado sua irmã mais nova, Maria Antonieta. A arquiduquesa austríaca que se casou com o rei Luís XVI de França em 1770, relembrou, qaundo já rainha, que Maria Josefa, doente com varíola, a pegou nos braços. Maria Josefa disse-lhe a que partiria para sempre, não para Nápoles, mas para a cripta da família.